# Loup (personnage de conte)
Pour les articles homonymes, voir Loup (homonymie).
Pour un article plus général, voir Loup dans la culture.

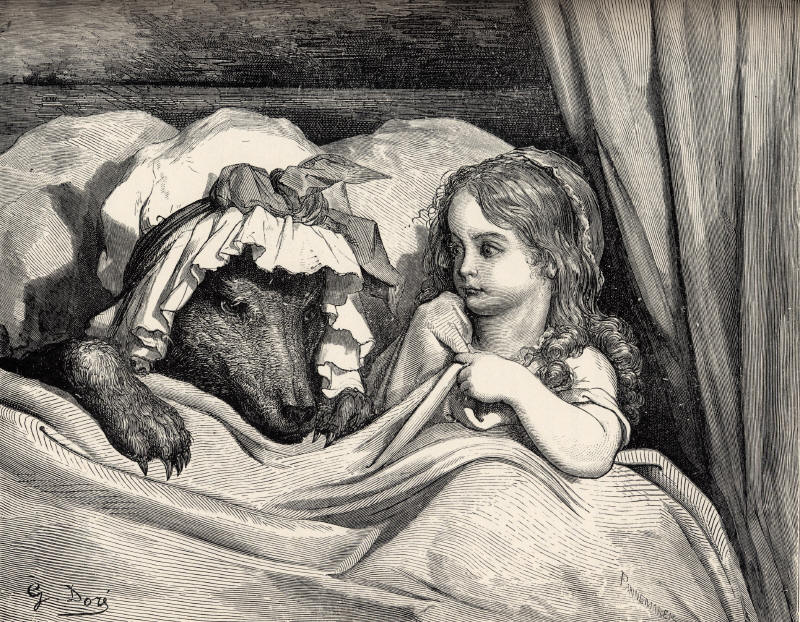
Le Loup et le Petit Chaperon rouge

Le loup, parfois surnommé grand méchant loup, est un personnage traditionnel de conte qui apparaît dans plusieurs récits folkloriques, tels certaines des fables d'Ésope et les contes de Grimm. Dans le conte de fées, il apparaît souvent comme exutoire de l’angoisse qu’il génère. De nos jours, le loup est plutôt une espèce disséminée, mais au Moyen Âge il était l’objet d’une des grandes peurs populaires. Dans d’autres récits, cet animal peut inversement apparaître comme une figure sécurisante et tutélaire.
De nos jours, démythifié, le loup est souvent montré de façon ironique, et sert surtout à changer le regard sur l’autre.

## Caractéristiques
Dans le conte traditionnel, le loup est vu comme un personnage cruel. Il est là pour faire peur et terroriser ses futures proies. En effet, il se régale des enfants égarés, des grands-mères, mais aussi des animaux plus faibles que lui. La plupart du temps, le loup se trouve dans les bois. Ces contes renforcent la mauvaise image que le loup colportait à cette époque. En effet, à l’époque où ces contes traditionnels furent écrits, c’est-à-dire entre le XVIIe et le XIXe siècle, le loup était vu par l’homme comme un prédateur, qui pouvait s’attaquer à l’homme à n’importe quel moment. Ceci installe dans la littérature jeunesse le stéréotype d’un prédateur cruel, prêt à tout pour manger. Ce n’est qu’en 1921 que le loup aura une autre image que celle d’un être qui terrorise. En effet, cette année a été écrit la fille au loup qui ressemble aux contes de Grimm et Perrault. Dans ce conte, la jeune fille est accompagnée de deux jeunes loups qui sont à son service et qui ont des pouvoirs extraordinaires.

## Figures du loup
Figures négatives :
- le grand méchant loup
- le loup-garou

Figures positives :
- la louve romaine

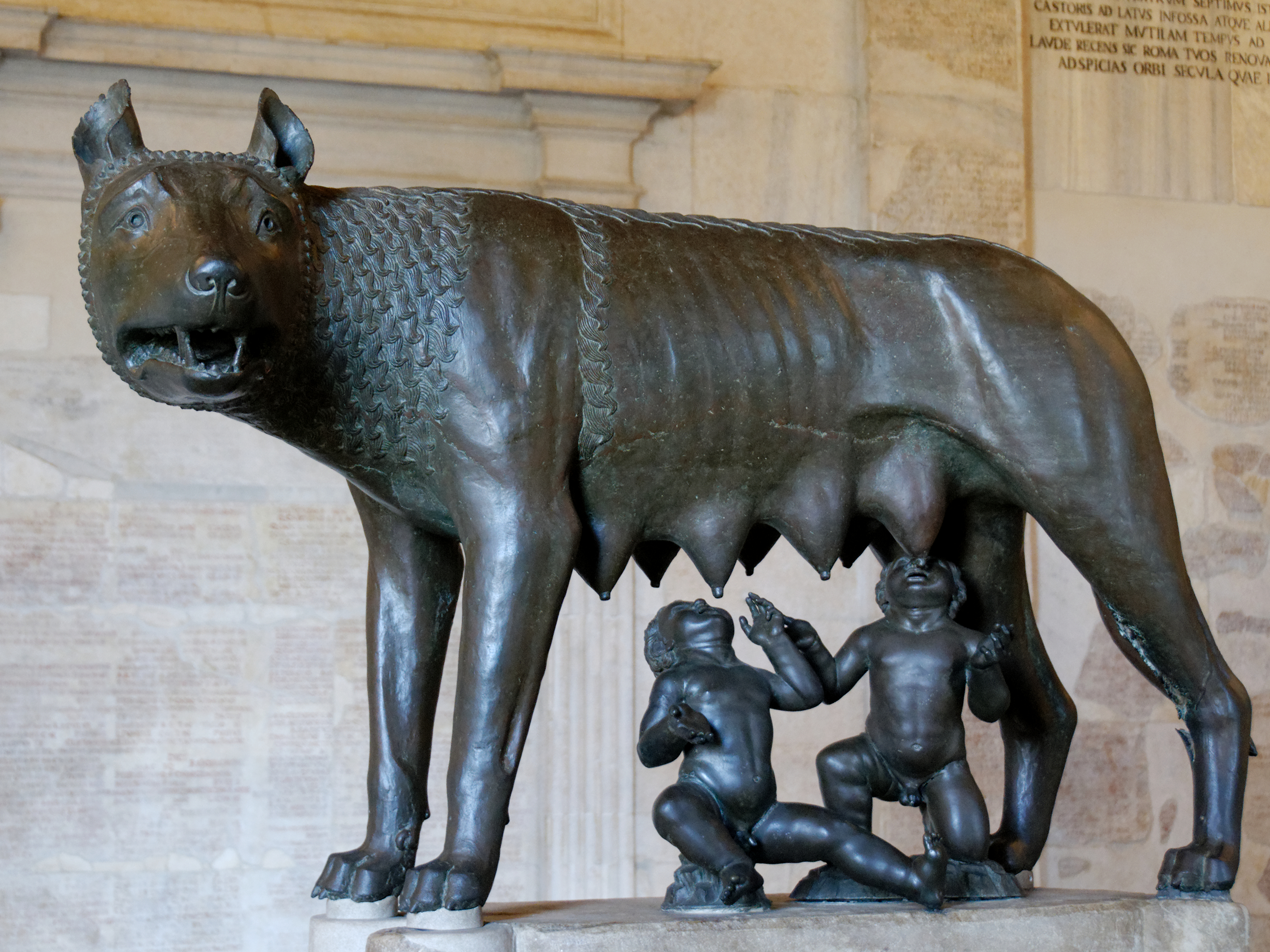
Romulus et Rémus

- le loup qui élève les enfants sauvages (Le Livre de la jungle)
- le loup gris, auxiliaire du héros dans certains contes russes tels Le Conte d'Ivan Tsarévitch, de l'Oiseau de feu et du Loup gris.

## Contes et histoires de loup

### Traditionnels

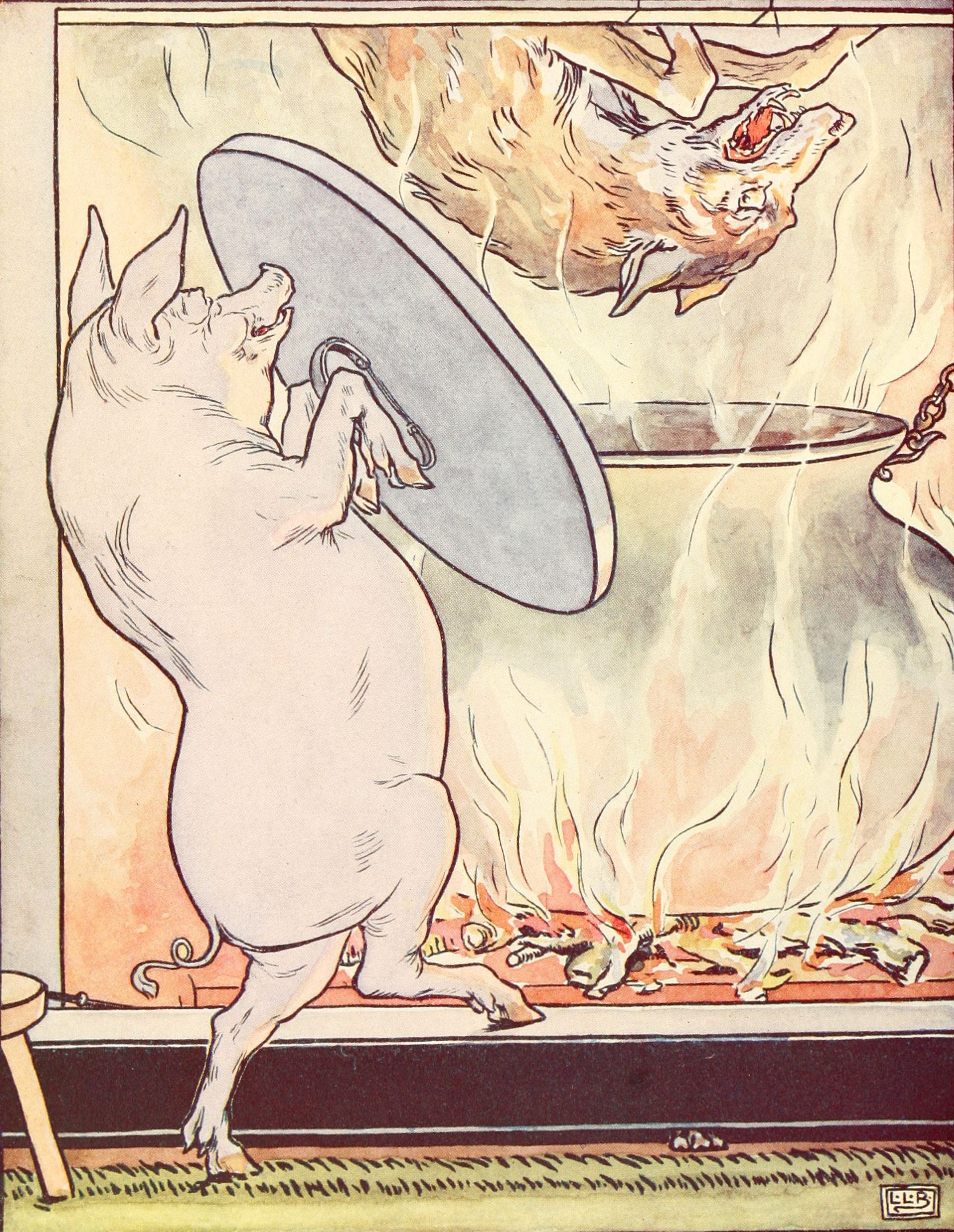
Les Trois Petits Cochons

- Ysengrin, le loup régulièrement dupé par le renard dans le Roman de Renart (voir aussi Ysengrimus (en))
- Le Loup et les Sept Chevreaux, Tom Pouce, Le Violon merveilleux, Le Vieux Sultan, Le Roitelet et l'Ours des frères Grimm
- Le Petit Chaperon rouge de Charles Perrault et des frères Grimm
- Les Trois Petits Cochons
- Pierre et le Loup de Sergueï Prokofiev
- Fables d'Ésope
  - L'Enfant qui criait au loup
- Fables de Jean de La Fontaine :
  - Le Loup et l'Agneau
  - Le Loup et le Chien
  - Le Loup plaidant contre le renard par-devant le singe
  - Le Loup devenu berger
  - Le Loup et la Cigogne
  - Le Loup et les Brebis
  - Le Loup, et le Chien maigre

### Contemporains
- Les Trois Petits Cochons (version de Walt Disney)
- Red Hot Riding Hood de Tex Avery
- les albums de Geoffroy de Pennart
- les albums de Mario Ramos
- certains albums de Yvan Pommaux
- L’Apprenti de Claude Boujon
- Loulou ou Le Petit Chaperon vert de Grégoire Solotareff
- Patatras de Philippe Corentin
- Petit Lapin rouge ou La nuit du grand méchant loup de Rascal
- Le loup est revenu de Geoffroy de Pennart

## Interprétations et analyse

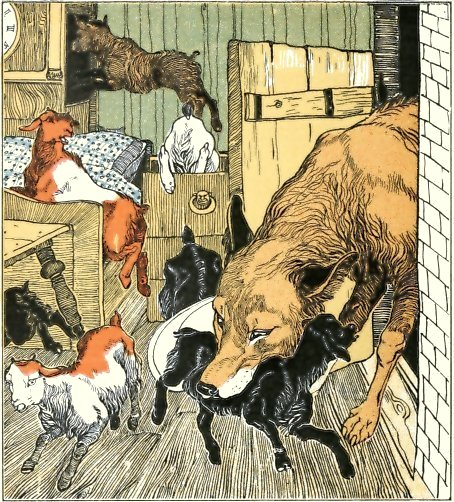
Le Loup et les Sept Chevreaux

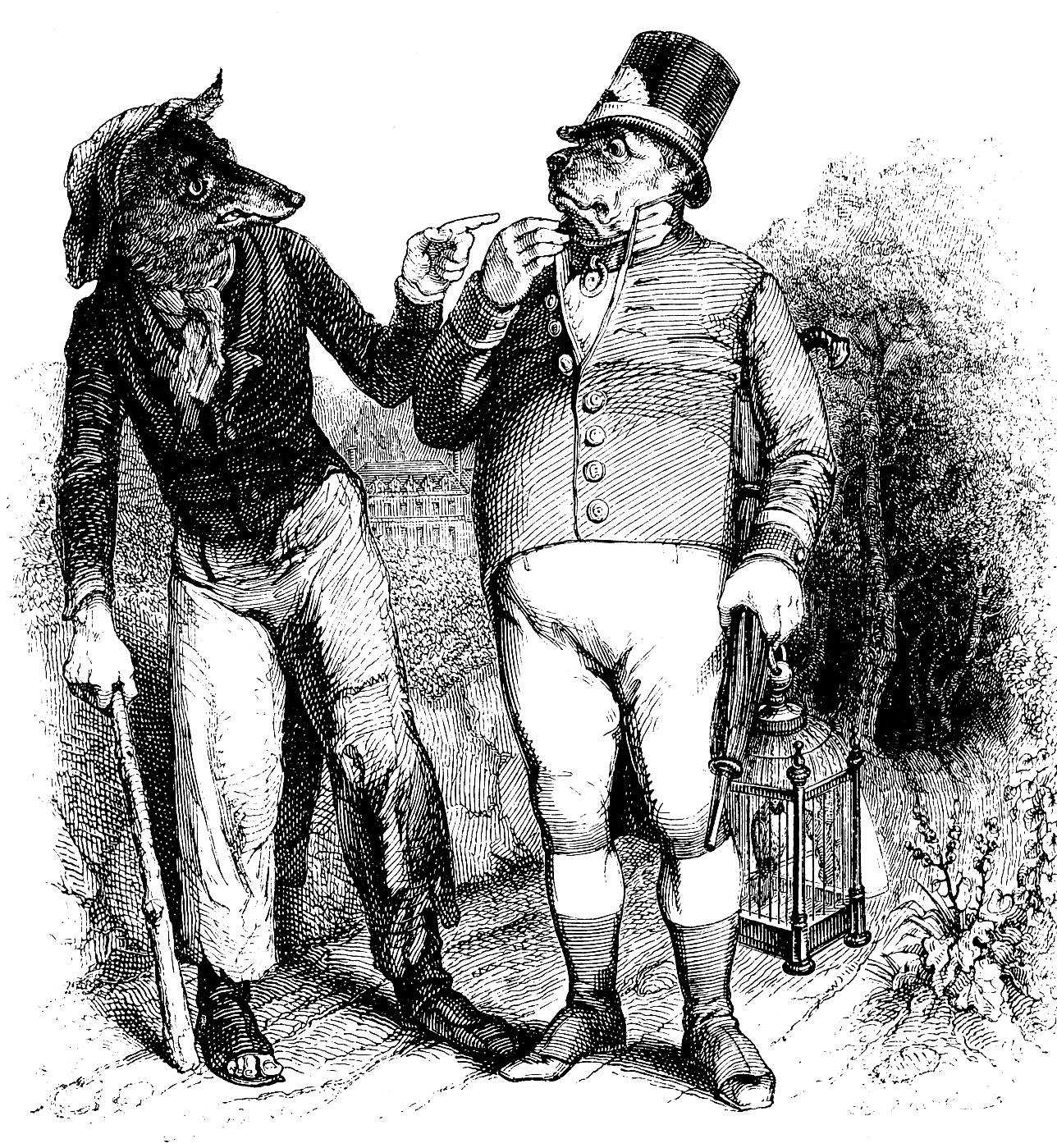
Grandville : Le loup et le chien

Dans Le Loup et les Sept Chevreaux ainsi que dans Le Petit Chaperon rouge, le thème du loup ravisseur et du personnage libéré sain et sauf de son ventre se reflète dans le conte russe Pierre et le Loup, mais son thème général du prédateur qui dévore est au moins aussi vieux que Jonas et la baleine. Le thème apparaît également dans l'histoire de la vie de sainte Marguerite, où le saint émerge indemne du ventre d'un dragon.
Le dialogue entre le loup et le petit chaperon rouge présente quelques analogies avec le poème norrois Þrymskviða de l'Edda poétique, le géant Þrymr avait volé Mjöllnir, le marteau de Thor, et demanda à Freyja d'être sa femme pour son retour. Au lieu de cela, Thor se déguise en Freyja et est envoyé à Þrymr. Accompagné par son confident Loki, Thor montre un trop grand appétit à table. Comme Thrym s'étonne de cet appétit, Loki lui explique que Freyja n'a pas mangé depuis huit jours, tant était grande son excitation de venir au monde des géants. Voulant embrasser sa fiancée, Thrym est ensuite épouvanté par son regard féroce. Loki l'explique par le fait que Freyja n'a pas dormi depuis huit jours, tant était grande son excitation de venir au monde des géants.
Des spécialistes de folklore et d'anthropologie culturelle tels que Pierre Saintyves et Edward Tylor voient le Petit Chaperon Rouge en termes de mythes solaires et d'autres cycles naturels, en déclarant que le loup représente la nuit avalant le soleil, et les variations dans lequel le Petit Chaperon Rouge est découpées dans le ventre du loup représente l'aube. Dans cette interprétation, il existe un lien entre le loup de ce conte et la mythologie de Sköll ou Fenrir, le loup de la mythologie nordique qui avale le soleil au Ragnarök.
L'éthologiste Dr Valerius Geist de l'Université de Calgary, au Canada, a écrit que la fable est probablement basée sur le risque véritable des attaques de loups à l'époque. Il affirme que les loups étaient de dangereux prédateurs, et les fables servaient de véritables avertissements pour ne pas entrer dans les forêts où les loups étaient connus pour vivre et chasser. À cette époque, les loups et la nature sauvage étaient traités comme des ennemis de l'humanité dans ces régions.
Selon Bruno Bettelheim, auteur de la Psychanalyse des contes de fées, le loup incarne la figure masculine en tant que prédateur sexuel dans Le Petit Chaperon rouge de Charles Perrault. La fillette aux portes de l’adolescence, éprouvant une peur mêlée de curiosité, va venir rejoindre le loup dans le lit et être dévorée, car elle n’est pas assez mûre pour envisager les relations sexuelles représentées par le loup. Elle va donc se laisser « dévorer » par celles-ci. L’auteur le présente comme « compère le loup ». Le mot de compère vient de Jean de La Fontaine, qui qualifie ainsi certains animaux (le renard, le loup), pour mieux en signaler la débrouillardise et l’absence de scrupules moraux. Tex Avery reprendra le personnage du Loup – prédateur sexuel et le modernisera.
Dans le Petit Poucet, le Loup incarne avec l’Ogre les peurs enfantines liées au stade oral (Sigmund Freud), où les fantasmes tournent autour de l’idée de manger et d'être mangé.

## Autres adaptations
Par certains aspects, les personnages de Wile E. Coyote et de Sylvestre des dessins animés Looney Tunes de la Warner ont certains traits de caractère du grand méchant loup. Une reprise du petit chaperon rouge avec Sylvestre a d'ailleurs été produite.
Une autre utilisation de ce personnage folklorique est due à Tex Avery. Le loup devient l'archétype des hommes : amateur de femmes, bagarreur, vil, sans scrupules…
Enfin, les studios Disney ont développé le personnage du conte originel des Trois Petits Cochons, utilisé pour la première fois par eux en 1933 dans le court-métrage homonyme de la série des Silly Symphonies, pour en faire un « méchant » récurrent dans de nombreux courts-métrages et bandes dessinées sous le nom de Grand Loup, lui adjoignant même une descendance.